# Museum Niederösterreich

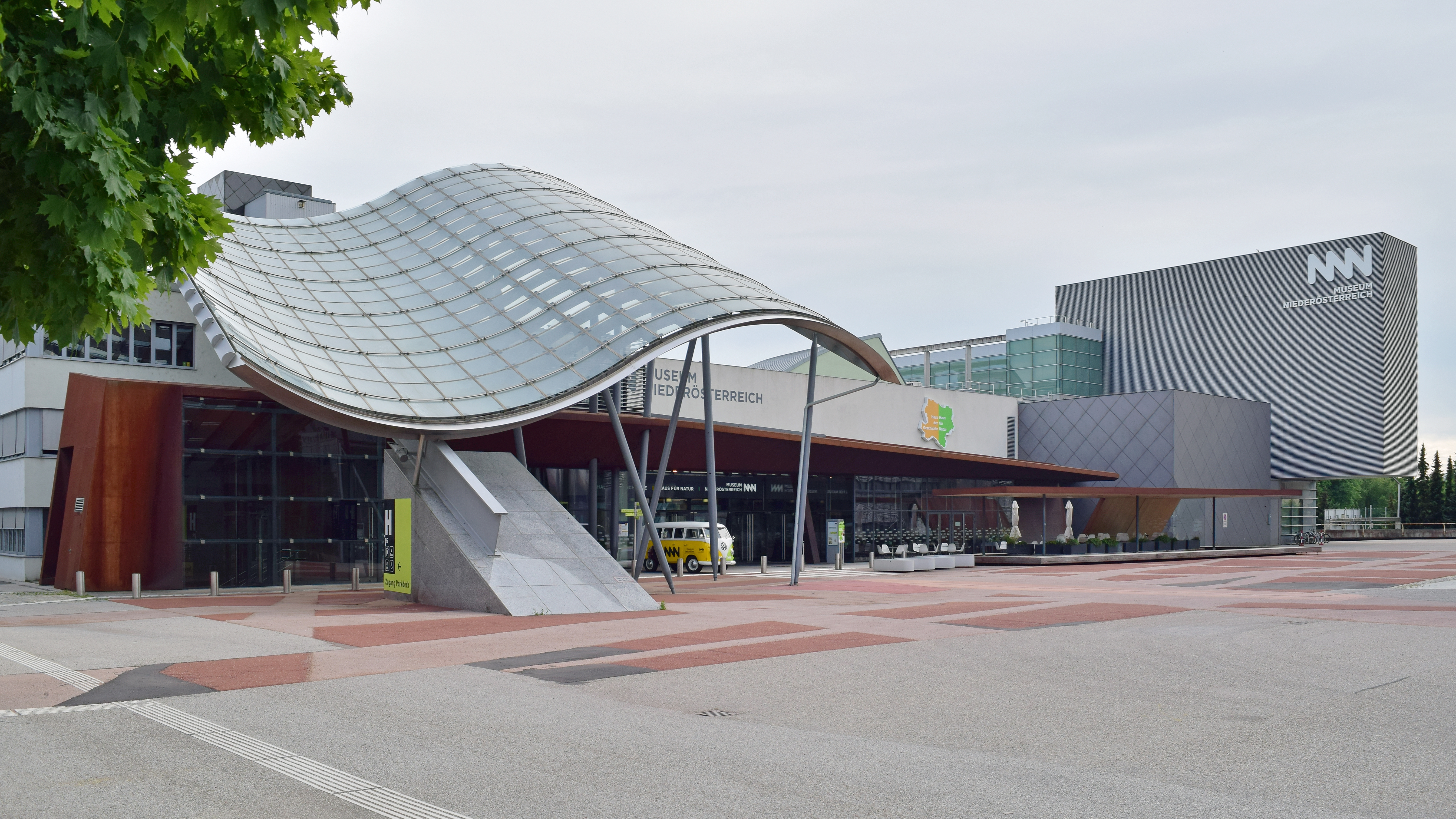
Landesmuseum Niederösterreich

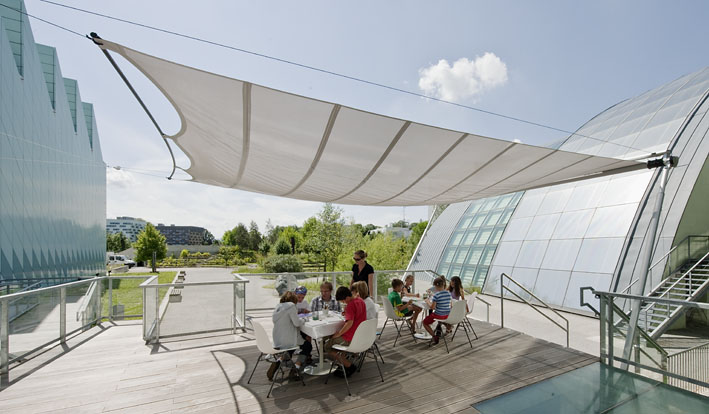
Landesmuseum Niederösterreich

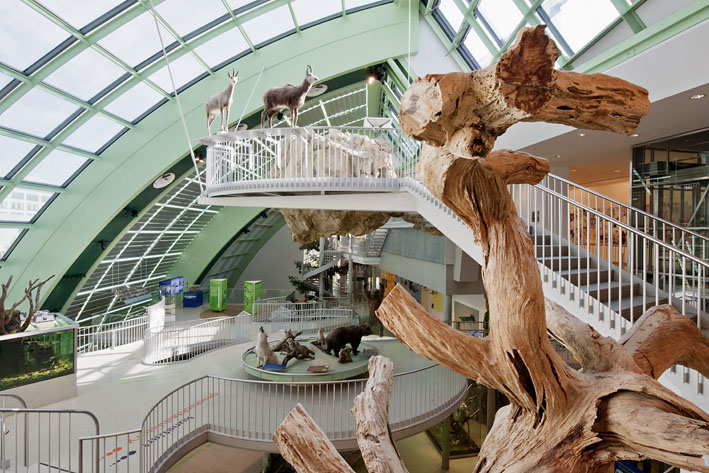
Das Haus der Natur mit den erhaltenen Resten der „Breiten Föhre“

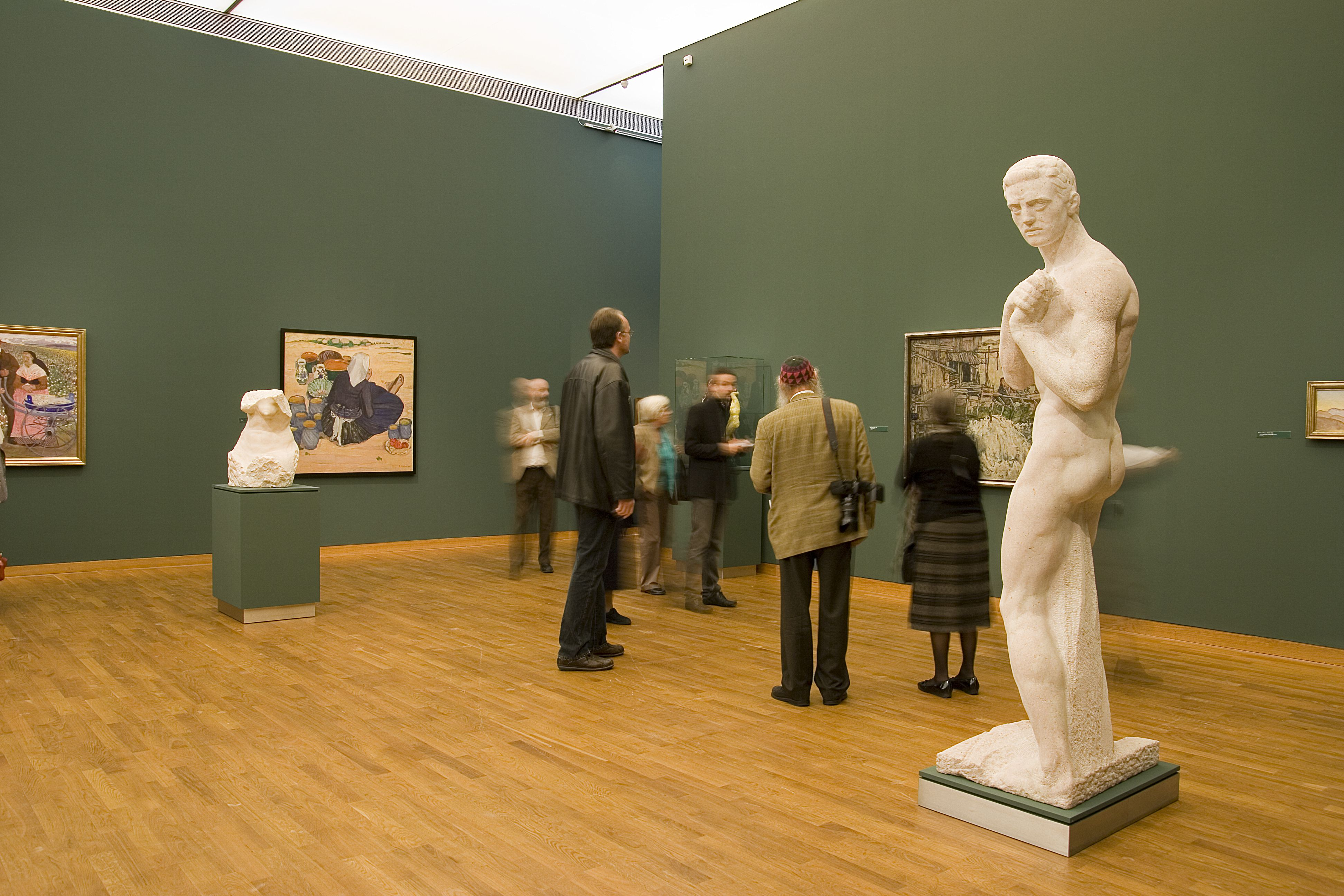
Waldmüller bis Schiele-Einblicke Foto A. Gießwein

Das Museum Niederösterreich (bis 2015 Landesmuseum Niederösterreich) ist ein Museum des Bundeslandes Niederösterreich in St. Pölten.
Bevor es im Jahr 2002 nach St. Pölten übersiedelte, hatte das Museum, das im Jahr 1902 vom Verein für Landeskunde gegründet wurde, einige Standorte in Wien. So war es von 1912 bis 1923 in der Wallnerstraße und von 1923 bis 1997 im Palais Mollard-Clary untergebracht. Durch die Entstehung der neuen Landeshauptstadt in St. Pölten wurde das Landesmuseum in den dortigen Kulturbezirk verlegt.

## Geschichte

### Anfänge im 19. Jahrhundert
Bereits in den 1820er- und 1830er-Jahren wollten die Landstände ein „niederösterreichisches Nationalmuseum“ ins Leben rufen. Die Beratungen schleppten sich dahin und kamen im Revolutionsjahr 1848 zum Stillstand. Erst am 5. Jänner 1886 wurde von dem Abgeordneten Josef Matzenauer im Landtag der Antrag zur Gründung eines Landesmuseums eingebracht wurde. Die Idee wurde verfolgt, scheiterte jedoch ein Jahr später daran, dass die herangezogenen Experten zu einer utopisch hohen Kostenschätzung gelangt waren. Abgesehen davon gab es viele Stimmen, die den Sinn und die Notwendigkeit eines weiteren Museums in Wien infrage stellten. Mangels einer zentralen, übergeordneten Institution entstanden in den folgenden Jahren überall in Niederösterreich Lokalmuseen.
Die Propagierung eines solchen Museums in Baden unter dem Namen „Landesmuseum“ veranlasste den Verein für Landeskunde von Niederösterreich in seiner außerordentlichen Generalversammlung vom 12. November 1902, neuerlich Schritte für die Gründung eines „Niederösterreichischen Landesmuseums in Wien“ zu beschließen. Dieses sollte „der Veranschaulichung und Erforschung der Vergangenheit und Gegenwart des Landes in Natur und Kultur“ dienen. Am 2. Oktober 1903 wurde die Gründung durch Landtagsbeschluss festgelegt und das Landesarchiv und der Verein für Landeskunde von Niederösterreich wurden mit der Durchführung betraut. Die 1904 im Palais Caprara-Geymüller in der Wallnerstraße 8 zur Verfügung gestellten Museumsräume wurden bis Ende 1906 adaptiert und die Einrichtung, die „erstklassig und allen modernen Anforderungen entsprechend sein“ sollte, bis 1909 fertiggestellt. Um die Ausgestaltung des Museums machte sich der Archivar Anton Viktor von Felgel-Farnholz verdient.
Am 18. Dezember 1911 war es schließlich so weit, das Museum konnte von Erzherzog Leopold Salvator in Vertretung des Kaisers der Öffentlichkeit übergeben werden. Bald nach der Eröffnung wurde der Musealausschuss aufgelöst und in ein Kuratorium umgewandelt. Die Sammlungen wurden in das Eigentum des Landes übertragen und die Verwaltung des Museums dem Landesarchiv und der Bibliothek anvertraut. Landesarchivar Max Vancsa wurde der erste Direktor.

### Das Museum als heimatkundliche Lehranstalt
Das Niederösterreichische Landesmuseum soll der „Veranschaulichung und Erforschung der Vergangenheit und Gegenwart des Landes in Natur und Kultur“ dienen. Das Museum zeigte in fünf Sälen neben der Naturkunde auch Urkunden aus der Sammlung des Landesarchivs sowie Münzen und Medaillen. Im „Pompejanischen Salon“ wurden die „Historische und volkskundliche Abteilung“ präsentiert, in der prähistorische und römische Funde, volkskundliche Objekte, darunter Trachten und Zunftaltertümer, sowie topografische Ansichten aus der Landesbibliothek zu sehen waren. Der fünfte und letzte Saal beherbergte eine „Niederösterreichische Bauernstube“ und den „Poysdorfer Fund“.
Am 19. Juni 1918 konnte das Museum in erweiterter Form eröffnet werden. Neu waren der Naturkundebereich im Erdgeschoß sowie ein Raum im ersten Stock mit Exponaten zur Geschichte des Strafrechts in Österreich aus der Privatsammlung von Hans Liebl (1873–1950), der zu lebhaftem Besucherinteresse beitrug. Das Museum, das sich seit seiner Gründung als heimatkundliche Lehranstalt verstand, fand wegen seiner Präsentations- und Vermittlungsmethoden als „modernstes Institut“ viel Beachtung. Es erhielt regen Zulauf vor allem von Schulen, weil der Heimatkundeunterricht ein zentraler Bestandteil des Lehrplanes geworden war.
Der Verkauf des Palais Caprara-Geymüller durch die Landesregierung 1922 unterbrach die positive Entwicklung des Museums. Völlig unvorbereitet stand es plötzlich vor dem Ende.

### Das neue Landesmuseum im Palais Mollard-Clary
Durch die Unterstützung von Landeshauptmann Karl Buresch wurde dem Landesmuseum schließlich das Palais Mollard-Clary in der Herrengasse 9 als neuer Standort zugewiesen. Am 23. März 1923 schloss das Museum in der Wallnerstraße seine Pforten. Gleichzeitig mit der Übersiedlung begann die Adaptierung der neuen Ausstellungsräume. Im selben Jahr kam es unter Direktor Günther Schlesinger (1886–1945) zum Zusammenschluss von Landesmuseum, -archiv und -bibliothek unter dem Namen „Niederösterreichische Landessammlungen“. Die feierliche Wiedereröffnung des Museums fand am 15. Oktober 1924 statt. Der Umzug hatte auch etwas Positives gebracht, verfügte man doch nun über weitaus großzügigere Flächen. Bei der Neueinrichtung war Schlesinger bestrebt, den im Bereich der Naturkunde bereits in der Wallnerstraße realisierten Charakter eines modernen heimatkundlichen Lehrmuseums auch auf die kulturwissenschaftlichen Sammlungen zu übertragen. Er trat „nicht nur für eine ästhetische, sondern für eine raumgemäße, individuelle Darstellung, für die Schaffung verschieden wirkender Musealinterieurs, die im Gedächtnis des Besuchers dauernd haften bleiben“, ein.
Im Erdgeschoß und im Stiegenaufgang wurde wieder ein Lapidarium mit Steinbildwerken eingerichtet, im ersten Stock die naturwissenschaftliche und im zweiten Stock die kulturwissenschaftliche Sammlung.
Im Naturkundebereich wurde nun auch ein der Höhlenkunde gewidmeter Raum eingerichtet. In der mit barocken Wandmalereien ausgestalteten Galerie wurden 16 Aquarien und für die Besucher zwei Mikroskope zu Studienzwecken aufgestellt. Der Saal „Wald und Wild in Niederösterreich seit dem 18. Jahrhundert“ mit Leihgaben aus der Jagdsammlung von Hans Liebl bildete vorerst den Abschluss. Neu im kulturgeschichtlichen Bereich waren eine Robert-Hamerling-Gedächtnissammlung und ein Raum für kirchliche Kunst. 1927 kamen weitere Räume hinzu, unter anderem wurde das „Pompejanische Zimmer“ wieder eingebaut. Es gab in jeder Etage einen Raum für temporäre Ausstellungen und ab 1926 eine naturwissenschaftliche Lehrmittelstelle für Schulen.

### Das Museum des Reichsgaues Niederdonau
Trotz erfreulicher Besucherstatistiken entwickelte sich das Landesmuseum in den 1930er-Jahren zu einem starren Betrieb. Die Sammeltätigkeit war durch große Platznot eingeschränkt, wissenschaftliche Arbeit aufgrund der personellen Situation nahezu unmöglich. Nach dem „Anschluss“ im März 1938 sollte sich vieles ändern – auch für das Museum. Am 1. Oktober 1938 wurde die Institution in „Museum des Reichsgaues Niederdonau“ umbenannt. Ihr gehörten nun auch das „Burgenländische Landschaftsmuseum“ (ehemals Burgenländisches Landesmuseum) und das Haydnmuseum in Eisenstadt an, die nach der Auflösung des Bundeslandes Burgenland eingegliedert worden waren, sowie das Museum Carnuntinum in Bad Deutsch-Altenburg. Landesarchiv und Landesbibliothek wurden 1940 selbstständige Abteilungen. Nach Schlesingers Ernennung zum Leiter der neuen „Naturschutzstelle“ folgte ihm als Museumsdirektor der Prähistoriker Richard Pittioni nach. In seiner kurzen Amtszeit von 1940 bis 1942 setzte er eine Reihe von wesentlichen Verbesserungen für das Haus durch. Vor allem lenkte er das von Schlesinger bewusst als Lehrsammlung betriebene Institut wieder stärker in eine wissenschaftliche Richtung. Umfassende Adaptierungsarbeiten halfen, die Platznot zu lindern. Neben Depoträumen wurden neue Ausstellungsräume geschaffen. Während Pittionis kriegsbedingter Abwesenheit führte der Vorstand der für kulturelle Belange zuständigen Verwaltungsgruppe, Landesrat Leopold Pindur, die Amtsgeschäfte. Pittioni kehrte im September 1945 in seine Funktion zurück. Denn der Zweite Weltkrieg brachte für die Landessammlungen große Verluste sowie schwere Schäden am Palais in der Herrengasse.

### Wiedererstehung und neue Blüte
Die Wiederherstellungs- und Umbauarbeiten am Palais Mollard-Clary zogen sich über mehrere Jahre hin. Die wissenschaftlichen Mitarbeiter des Museums, Lothar Machura (1909–1982) für die naturkundliche Abteilung, Franz Hampl (1915–1980) für die Archäologie und Rupert Feuchtmüller (1920–2010) für die Kulturgeschichte, nützten die Zeit, um ein Konzept für ein neues, zeitgemäßes Landesmuseum zu entwickeln. Man versuchte den bewährten Lehrmuseumscharakter des Hauses zu unterstreichen. Die inhaltliche Widmung der Geschoße blieb zwar bestehen, die einzelnen Themen wurden jedoch neu gereiht, sodass nun ein richtiger Ausstellungsrundgang entstand. Einige Räume waren hinzugekommen – und damit auch die Möglichkeit einer umfassenden Darstellung der Kunstentwicklung in Niederösterreich. Die Objekte wurden ästhetisch wirksam im Raum arrangiert, durch Texte erklärt und durch Karten, Modelle oder Fotografien illustriert. Ein wesentlicher Beitrag zum Eindruck der Geschlossenheit und zur inhaltlichen Ergänzung kam von künstlerischen Wandbildern, mit denen Maler wie Günther Baszel, Franz Deéd, Karl Dopler, Maximilian Florian, Hans Foitik oder Paul Meissner beauftragt worden waren.
Am 6. Dezember 1951 fand die feierliche Wiedereröffnung des Hauses im Beisein von Bundespräsident Theodor Körner und Landeshauptmann Johann Steinböck statt. Als modernes „Schulmuseum“ stieß die Institution wieder auf größtes Besucherinteresse. Der Erfolg des Museums ließ sich auch in Zahlen ausdrücken: „Hunderttausend Besucher in achtzehn Monaten bestätigen den guten Ruf, den das n. ö. Landesmuseum in Stadt und Land genießt“ (1953). Ein großer Bericht der UNESCO prägte den Titel „Lebendes Museum“ – auch wegen der Aquarien und Terrarien. Wechselnde Ausstellungen wurden ab 1953 in einem Raum im Erdgeschoß gezeigt, immer häufiger aber auch an Schauplätzen in ganz Niederösterreich. Die von Rupert Feuchtmüller kuratierte Barockausstellung in Melk 1960 sollte als erste Niederösterreichische Landesausstellung Maßstäbe setzen.

### Hinaus aufs Land
Wenige Jahre nach der Wiedereröffnung litt das Landesmuseum bereits wieder an dem Problem, an dem alle Museen leiden: Platznot. Die Sammeltätigkeit ging zwar unvermindert weiter, doch nur weniges konnte gezeigt werden. Der größte Teil der Bestände wanderte ins Depot, und auch dort wurde der Raum knapp. Der Platzmangel war aber nicht der einzige Grund, dass bestimmte Sammlungsbereiche ausgelagert wurden. Durch die Einrichtung von Außenstellen in ganz Niederösterreich konnten Baujuwele vor dem Verfall gerettet, der Ausflugstourismus angekurbelt und wirtschaftlich benachteiligte Regionen gefördert werden. Nach dem Krieg hatten die wissenschaftlichen Mitarbeiter des Landesmuseums mitgeholfen, zahlreiche Lokalmuseen in Niederösterreich neu zu gestalten. Die Einrichtung von Gedenkräumen und nicht selten sogar von ganzen Schlössern stellte jedoch immer wieder eine neue Herausforderung dar. Es ist nicht leicht, die Gesamtzahl der „Außenstellen“ zu nennen, weil in früheren Jahren beinahe jede von Mitarbeitern des Landesmuseums gestaltete museale Einrichtung so bezeichnet wurde. Dazu gehörten auch das Marchfeldmuseum in Weikendorf (1956) und das Hollitzer-Museum in Bad Deutsch-Altenburg (1958) sowie die Gedenkstätten für den Schweizer Naturforscher Johann Jakob von Tschudi in Lichtenegg (1952), für Friedrich Gauermann in Miesenbach (1953), für Ferdinand Raimund in Gaaden (1957) und für Ludwig van Beethoven in Baden (1965).

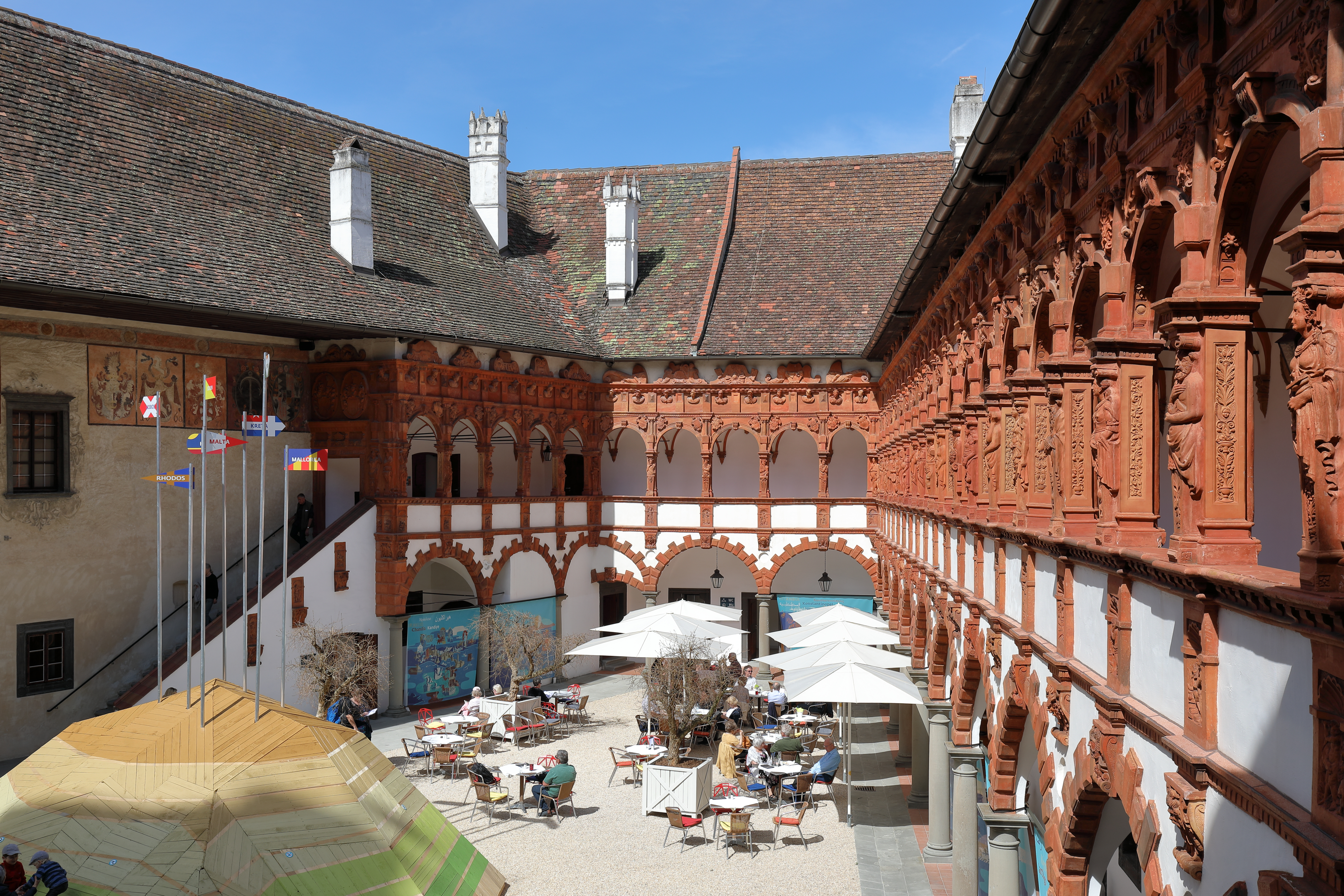
Schloss Schallaburg mit jährlich wechselnden Dauerausstellungen

Andere Museen wurden geplant, aber nicht realisiert, etwa ein Burgenmuseum für Schloss Ottenstein oder die „Niederösterreichische Gemäldegalerie“ für das Schloss Fridau in Ober-Grafendorf. Insgesamt entstanden zwischen 1948 und 1989 fünfzehn „offizielle“ Außenstellen, die vom Landesmuseum auch ständig betreut wurden. Manche dieser musealen Einrichtungen wurden in den letzten Jahren anderen Betreibern überantwortet, viele gibt es heute nicht mehr. Schloss Schallaburg bei Melk, die 15. Außenstelle des Landesmuseums, die nach dem ursprünglichen Konzept vornehmlich landeskundlichen Themen gewidmet sein sollte, entwickelte sich zum bedeutendsten interkulturellen Ausstellungszentrum des Landes.
Von 1964 bis 2001 bestand im Schloss Heiligenkreuz das Niederösterreichische Barockmuseum.

### Landeshauptstadtbeschluss und Aufbruch
Durch die vielen Außenstellen und ihre Betreuung verschob sich der Schwerpunkt des Landesmuseums über die Jahre. Das Palais Mollard-Clary war zwar seine Zentrale geblieben, primär aber administrativ, denn dort war außer den wissenschaftlichen Mitarbeitern des Museums auch die gesamte Kulturabteilung untergebracht. Die durch die Auslagerung ganzer Sammlungsbereiche frei gewordenen Ausstellungsflächen wurden häufig sogar in Büroräumlichkeiten umgewidmet. Das Palais sollte das Schaufenster des Museums in der Bundeshauptstadt sein, doch waren hier nur mehr Bestände der naturkundlichen und wenige Teilbereiche der kulturhistorischen Sammlungen zu sehen. Viele Besucher, darunter auch zahlreiche Gäste aus dem Ausland, die etwa von den kostbaren archäologischen Beständen des Landesmuseums gelesen hatten, musste man an die entsprechenden Außenstellen verweisen. Die Gesamtsituation war alles andere als befriedigend.
Mitte der 1980er-Jahre kam es zu Entscheidungen mit besonderer Tragweite für das Museum. Wegen des Baus der U-Bahn-Linie 3 musste das Palais am 1. Juni 1986 gesperrt werden. Einen Monat später, am 10. Juli, wurde im Landtag beschlossen, St. Pölten zur Landeshauptstadt zu machen. Dadurch entstanden Arbeitsgruppen und Konzepte zu einem neuen Landesmuseum in St. Pölten, die sich mit Funktion und Zukunft des Museums auseinandersetzten und deren Ergebnisse später als Grundlage für die Planung dienten. Die Sperre des Palais in der Herrengasse dauerte zwei Jahre, in denen das Konzept für die Präsentation überarbeitet wurde. Die naturkundliche Schau im ersten Stock wurde modernisiert, der permanente kulturwissenschaftliche Bereich im zweiten Stock dagegen zugunsten von Sonderausstellungen aufgegeben. Anlässlich der Wiedereröffnung am 10. Juni 1988 zeigte man eine Ausstellung zur Geschichte des Palais Mollard-Clary und des Landesmuseums. Es folgte eine Reihe weiterer kultur- und naturgeschichtlicher Ausstellungen, aber auch reiner Kunstausstellungen. Ende Juni 1996 wurde das Landesmuseum in Wien geschlossen.

### Ein Museum für das 3. Jahrtausend

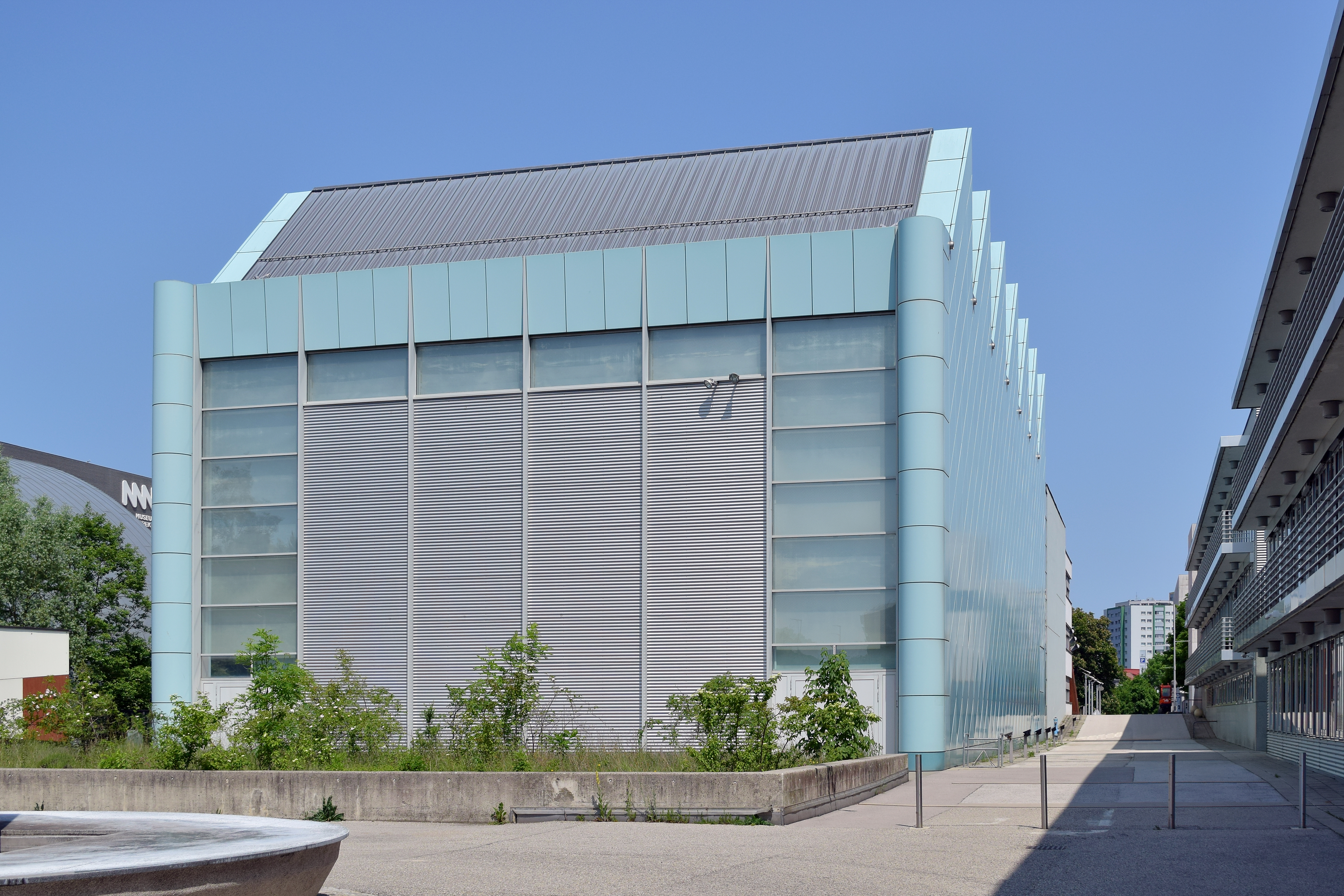
Shedhalle von Süden

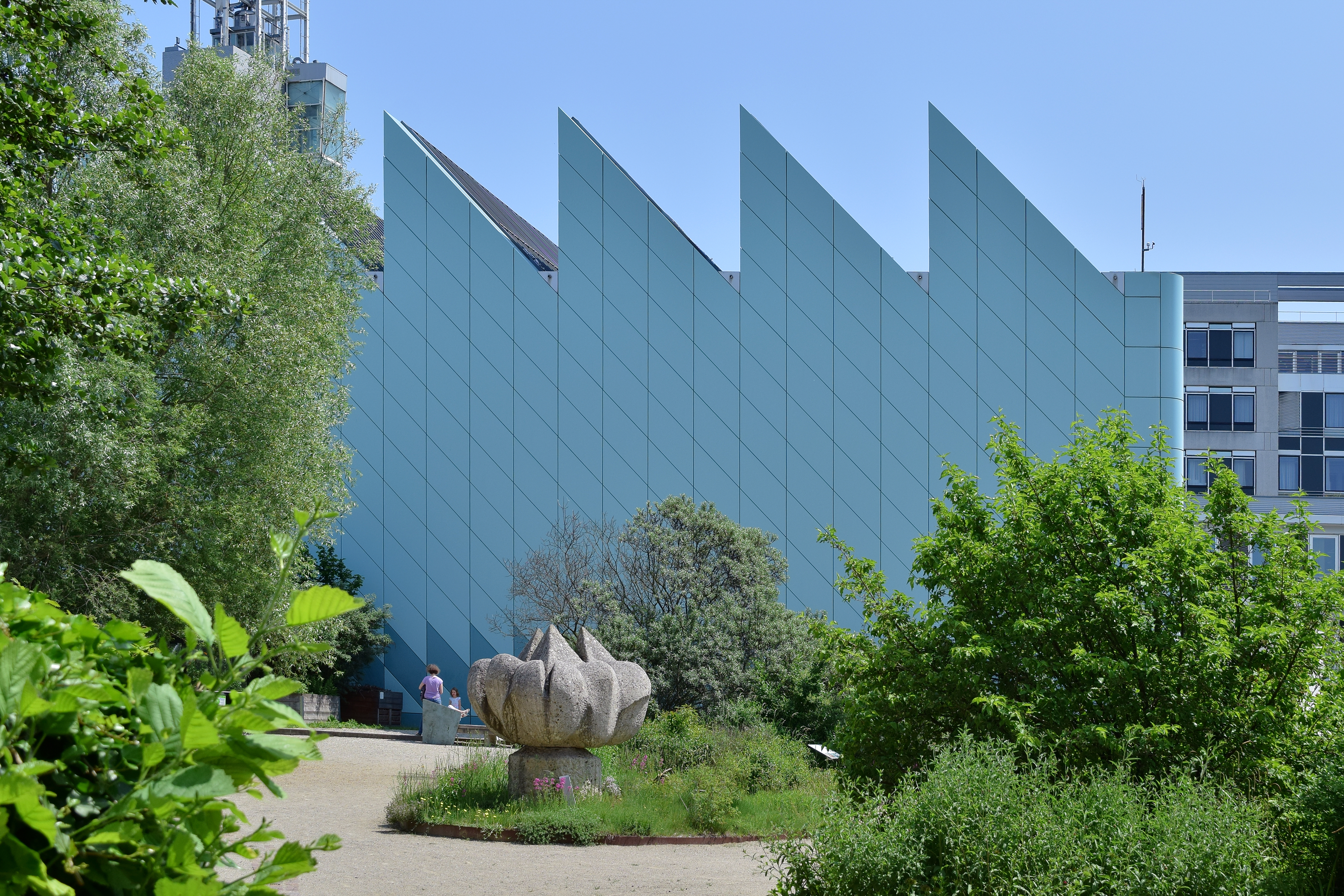
Shedhalle von Westen

Im Juli 1992 war die Errichtung eines Kulturbezirks als wesentlicher Teil des neuen Regierungsviertels in St. Pölten beschlossen worden. Architekt Hans Hollein wurde nach der Entscheidung eines international besetzten Gutachtergremiums im September 1992 mit dem Masterplan für den Kulturbezirk und der Architekturplanung für das Landesmuseum beauftragt. Es war vorgesehen, in einem ersten Schritt nur die von Hollein geplante Shedhalle als eigenständigen Bauteil des zukünftigen Museums auszuführen und bis Mai 1996 als Standort für die Niederösterreichische Landesausstellung „Ostarrîchi – Österreich“ fertigzustellen. Die Errichtung des Haupttraktes mit den Werkstätten und Depots wurde zurückgestellt. Im Juni 1997 fasste der niederösterreichische Landtag  den Beschluss zur Errichtung des Landesmuseums, jedoch in reduzierter Form „mit weniger als der Hälfte des ursprünglichen Programms und Bauvolumens“. Eine grundlegende Neuplanung des Museumsbaues war die Folge. Die im April 1997 von der Kulturabteilung übernommene Shedhalle diente dem Landesmuseum während der Planungsphase als Ausstellungsfläche. Ende 1999 wurde die Betriebsführung an die neu gegründete Niederösterreichische Museum Betriebsgesellschaft abgegeben, während wissenschaftliche Kompetenz und Sammlungsverantwortung bei der Kulturabteilung blieben. Nach längerer Planungsphase erfolgte im September 2000 die Grundsteinlegung und im April 2001 die Dachgleichefeier. Fast genau 100 Jahre nach dem Gründungsbeschluss durch den Verein für Landeskunde von Niederösterreich konnte am 15. November 2002 das neue Landesmuseum feierlich eröffnet werden. Schon im ersten Jahr wurden 150.000 Besucher gezählt. 2003 wurde dem Landesmuseum der Museumspreis zuerkannt.
Mit Klangturm, Artothek und Kunstraum Niederösterreich, Museum Gugging und Egon-Schiele-Museum in Tulln wurden weitere  Standorte in den Betrieb einbezogen.

## Museum Niederösterreich
Aus dem Landesmuseum Niederösterreich mit den Bereichen Geschichte, Kunst, Natur wurde das Museum Niederösterreich. Seit 2016 vereint es das Haus der Geschichte und das Haus für Natur in einem Haus. Bereits in den letzten Jahren wurde die Dauerpräsentation des Bereichs Natur noch attraktiver und anschaulicher gestaltet und mit zahlreichen interaktiven Stationen angereichert. Im ehemaligen Bereich der Kunstausstellungen, der mit 31. Juli 2016 geschlossen wurde, entstand bis zum September 2017 das Haus der Geschichte. Damit soll die wechselvolle Geschichte des Bundeslandes als Kernland Österreichs und Mitteleuropas gezeigt werden. Zusätzlich finden Sonderausstellungen zur Vertiefung eines Themas statt, wie zur 1. Republik, Jugend, Spionage, Der junge Hitler, Sport, Kunst im Widerstand etc.
Die Kunstsammlung wird seit 2019 in der Landesgalerie Niederösterreich in der Kunstmeile Krems gezeigt.
Gründungsdirektor des Haus der Geschichte Niederösterreich ist Stefan Karner. Mit 1. Jänner 2018 folgte ihm Christian Rapp als wissenschaftlicher Leiter nach.

## Das Landesmuseum Niederösterreich in St. Pölten bis Juli 2016
Das von dem Architekten Hans Hollein (2002) und der Architektengruppe RATA PLAN (2009) adaptierte Hause vereint Geschichte, Kunst und Natur des Landes Niederösterreich.
Die Aufgaben des Landesmuseums Niederösterreich sind Bewahrung, Ausbau, wissenschaftliche Erschließung, Präsentation und Verwaltung der Sammlungen. Es versteht sich als Bildungsinstitution und somit Bindeglied zwischen Wissenschaft und Öffentlichkeit, als Ort der Freizeitgestaltung, Erholung und Entspannung.

### Bereich Geschichte
Für den Bereich der Landesgeschichte steht ein rund 300 m² großer Ausstellungsraum für Sonderausstellungen zur Verfügung.
Im ersten Museums-3D-Kino in Österreich kann die Geschichte des Landes und seiner Lebensräume multimedial unter verschiedenen Aspekten dargestellt werden als Kommunikationsraum, Siedlungsraum, Wirtschaftsraum.
Im Museumslabor stehen virtuelle Arbeitsstationen zur Verfügung, an denen Besucher ihren eigenen Weg durch die Geschichte wählen können.

### Bereich Kunstsammlung
Die Sammlung beleuchtet das österreichische Kunstschaffen vom Mittelalter bis hin zu aktuellen Strömungen mit Schwerpunkt Niederösterreich. Der Sammlungsschwerpunkt liegt auf Beständen des 19. und 20. Jahrhunderts, vom Biedermeier bis zum Expressionismus.
In den Sammlungen befinden sich Werke von Ferdinand Georg Waldmüller, Friedrich Gauermann, Egon Schiele, Oskar Kokoschka und Leopold Hauer bis zu Adolf Frohner, Arnulf Rainer, Elke Krystufek, Heinz Cibulka und Hermann Nitsch.

#### Sammlungsdatenbank
Das Landesmuseum Niederösterreich besitzt umfangreiche Sammlungen aus den Bereichen Bildende Kunst, Naturkunde, Volkskunde, Archäologie und allgemeine Landeskunde. Eine Museums-Datenbank soll es ermöglichen, sich über die ausgestellten Exponate im Landesmuseum Niederösterreich in St. Pölten und die weiteren Sammlungsbestände in anderen Ausstellungshäusern, Studiensammlungen und Depots des Landesmuseums zu informieren. Die Datenbank ist noch im Aufbau und beinhaltet nur eine Auswahl der Sammlungsbestände.

### Bereich Natur
Anhand regionaler Gegebenheiten werden komplexe naturwissenschaftliche Grundaussagen dargestellt. Außerdem ist das Museum Niederösterreich das einzige Museum in Österreich, das auch lebende Tiere zeigt und damit auch in die Kategorie Zoo fällt.
Das Thema Wasser zieht sich als roter Faden, von der hochalpinen Gletscherregion bis zur Donau und den Gewässern des Tieflandes, durch das Museum. Aquarien mit lebenden Fischen vermitteln die Bedeutung des Wassers als Lebensraum unterschiedlicher Tierarten, wie Hecht, Wels, Karpfen, Waxdick und Sterlet. Amphibien und Reptilien werden in Terrarien gezeigt. Im Museum leben unter anderem Europäische Sumpfschildkröten, heimische Äskulapnattern, Ringelnattern, Kreuzottern, Bienen, Ameisen sowie Ziesel im Museumsgarten. Im Museums-Blog „Der Natur auf der Spur“ werden Hintergrundinformationen gegeben bzw. ausführlichere Geschichten diskutiert.

## Außenstellen und Präsentationen der Landessammlungen
Das Haydn-Geburtshaus in Rohrau wird als Außenstelle des Landesmuseums geführt. Permanente Präsentationen der niederösterreichischen Landessammlungen befinden sich an den Standorten:
- Archäologischer Park Carnuntum in Petronell-Carnuntum
- Museum Carnuntinum in Bad Deutsch-Altenburg
- Museum für Rechtsgeschichte in Pöggstall
- Urgeschichtemuseum Niederösterreich in Asparn an der Zaya
- Friedrich-Gauermann-Museum in Miesenbach
- Egon-Schiele-Museum in Tulln
- Karikaturmuseum Krems